# جامعة ماريبور
جامعة ماريبور هي جامعة تقع بمدينة ماريبور بدولة سلوفينيا أنشئت في 1975، تضم 17 كلية.

## وصلات خارجية
- الموقع الرسمي